# Цянь Цичэнь
Цянь Цичэ́нь (кит. 钱其琛, 5 января 1928, Цзядин, провинция Цзянсу (сейчас — район Цзядин Шанхая), Китайская Республика — 9 мая 2017, Пекин) — китайский политический деятель, член Политбюро ЦК КПК (1992—2002), вице-премьер Госсовета КНР (1993—2003, перед чем с 1991 года его член), министр иностранных дел КНР (1988—1998).

## Биография
Ещё будучи учеником средней школы при университете Датун в Шанхае в 1942 году вступил в Коммунистическую партию (КПК). Вёл революционную работу среди учащихся в Шанхае. Работал в шанхайской газете «Дагун бао».
После образования КНР в 1949 году — на комсомольской работе в Шанхае. С 1953 года работал в ЦК Коммунистического союза молодёжи Китая и министерстве высшего образования.
С 1954 по 1955 год учился в Высшей комсомольской школе в СССР.
С 1956 года на дипломатической работе, 10 лет работал на различных должностях в посольстве КНР в СССР. В ходе «культурной революции» подвергся гонениям и шесть лет провёл в так называемой "школе трудового перевоспитания" для кадровых работников. В 1972 году его вернули на работу в МИД, после чего он был вновь направлен в посольство КНР в СССР на должность советника дипмиссии. В 1974—1976 годах посол в Гвинее и Гвинее-Бисау по совместительству.
В 1977—1982 годах заведующий отделом печати МИД КНР.
С мая 1982 года заместитель министра иностранных дел КНР (курировал вопросы, связанные с ООН, странами Восточной Европы и СССР), с октября 1982 по октябрь 1987 года — специальный представитель правительства КНР на советско-китайских политических консультациях (участвовал в 11 раундах, которые проводились поочерёдно в Пекине и Москве). В январе 1987 года возглавлял правительственную делегацию КНР на возобновившихся советско-китайских переговорах по урегулированию пограничных вопросов.
С апреля 1988 по март 1998 года — министр иностранных дел КНР и глава парткома министерства.
С сентября 1982 года кандидат в члены ЦК КПК 12 созыва, с сентября 1985 — член ЦК 13-го созыва, член Политбюро ЦК КПК 14-15 созывов (1992—2002).
В 1991—1993 годах член Госсовета КНР. В 1993—2003 годах вице-премьер Госсовета КНР, до 1998 года третий, затем второй по рангу.
В январе 1996 года назначен председателем Подготовительного комитета "Особого административного района Гонконг" ВСНП. В апреле 1998 года назначен председателем Подготовительного комитета "Специального административного района Макао" ВСНП.
С 2000 года являлся деканом факультета международных отношений Пекинского университета.
Хорошо говорил на русском и английском, хорошо понимал французский язык. Автор мемуаров «Десять очерков китайской дипломатии» ("外交十记") (2003). Маргарет Тэтчер в своей книге "Искусство управления государством" так упоминала о нём: "Цянь был несговорчивым и умным профессиональным дипломатом, по характеру чем-то напоминающим Громыко. Он специализировался на отношениях с Россией... Признание со стороны политбюро он получил за непоколебимое проведение линии партии, когда возглавлял информационный отдел Министерства иностранных дел Китая".

## Награды
- Орден «Полярная звезда» (Монголия, 2005)[4].
- Орден Солнца Перу.
- Орден «Служение и Честь» I степени (МосГУ)[6].